# Tommy Chamba
Tommy Leonardo Chamba Chenche (Machala, Ecuador, 23 de octubre de 2004) es un futbolista ecuatoriano que juega como centrocampista en el C. S. Emelec de la Serie A de Ecuador.

## Trayectoria
Tommy realizó todas las formativas en el equipo de su ciudad natal, Orense Sporting Club, desde la sub-12 hasta debutar con el primer equipo en 2022. En 2023 fue transferido al Club Sport Emelec con un contrato hasta 2026.

## Selección nacional

### Categorías inferiores
El 9 de mayo de 2023 fue convocado para la Copa Mundial de Fútbol Sub-20 de 2023.

#### Participaciones en Sudamericanos
| Campeonato                  | Sede     | Resultado    | Partidos | Goles |
| --------------------------- | -------- | ------------ | -------- | ----- |
| Sudamericano Sub-15 de 2019 | Paraguay | Primera fase | 2        | 0     |

#### Participaciones en Copas del Mundo
| Campeonato                  | Sede      | Resultado        | Partidos | Goles |
| --------------------------- | --------- | ---------------- | -------- | ----- |
| Copa Mundial Sub-20 de 2023 | Argentina | Octavos de final | 3        | 1     |

## Estadísticas

### Clubes
Actualizado al último partido disputado el 11 de mayo de 2025.
| Club                   | Div.          | Temporada     | Liga  | Liga  | Liga   | Copas nacionales | Copas nacionales | Copas nacionales | Copas internacionales | Copas internacionales | Copas internacionales | Total | Total | Total  |
| Club                   | Div.          | Temporada     | Part. | Goles | Asist. | Part.            | Goles            | Asist.           | Part.                 | Goles                 | Asist.                | Part. | Goles | Asist. |
| ---------------------- | ------------- | ------------- | ----- | ----- | ------ | ---------------- | ---------------- | ---------------- | --------------------- | --------------------- | --------------------- | ----- | ----- | ------ |
| Orense S. C. · Ecuador | 1.ª           | 2022          | 2     | 0     | 0      | —                | —                | —                | —                     | —                     | —                     | 2     | 0     | 0      |
| Orense S. C. · Ecuador | Total club    | Total club    | 2     | 0     | 0      | 0                | 0                | 0                | 0                     | 0                     | 0                     | 2     | 0     | 0      |
| C. S. Emelec · Ecuador | 1.ª           | 2023          | 17    | 0     | 1      | —                | —                | —                | 4                     | 0                     | 0                     | 21    | 0     | 1      |
| C. S. Emelec · Ecuador | 1.ª           | 2024          | 18    | 1     | 1      | 2                | 0                | 0                | —                     | —                     | —                     | 20    | 1     | 1      |
| C. S. Emelec · Ecuador | 1.ª           | 2025          | 6     | 0     | 0      | 0                | 0                | 0                | —                     | —                     | —                     | 6     | 0     | 0      |
| C. S. Emelec · Ecuador | Total club    | Total club    | 41    | 1     | 2      | 2                | 0                | 0                | 4                     | 0                     | 0                     | 47    | 1     | 2      |
| Total carrera          | Total carrera | Total carrera | 43    | 1     | 2      | 2                | 0                | 0                | 4                     | 0                     | 0                     | 49    | 1     | 2      |
| 1. 2.                  |               |               |       |       |        |                  |                  |                  |                       |                       |                       |       |       |        |